# NGC 24
NGC 24 je spiralna galaksija brez prečke v ozvezdju Kiparja. Njen navidezni sij je 12,38m. Od Sonca je oddaljena približno 6,8 milijonov parsekov, oziroma 22,18 milijonov svetlobnih let.
Galaksijo je odkril William Herschel 27. oktobra 1785.